# Gonatodes tapajonicus
Gonatodes tapajonicus är en ödleart som beskrevs av  Rodrigues 1980. Gonatodes tapajonicus ingår i släktet Gonatodes och familjen geckoödlor. Inga underarter finns listade i Catalogue of Life.